# Fabienne Babe
Fabienne Babe (Boulogne-Billancourt, 26 dicembre 1959) è un'attrice francese.

## Biografia
Rivelatasi al grande pubblico nel ruolo di Catherine in Cime tempestose, Babe ha costruito la sua carriera nel cinema d'autore francese e straniero: ha lavorato con Loach, Brisseau, Christine Pascal, Kahn, Gitaï, Monteiro, i Dardenne, Vecchiali, Téchiné e Pialat.

## Filmografia
- Souvenirs, Souvenirs, regia di Ariel Zeitoun (1984)
- Hurlevent, regia di Jacques Rivette (1985)
- Fatherland, regia di Ken Loach (1985)
- L'Unique, regia di Jérôme Diamant-Berger (1986)
- Richard und Cosima, regia di Peter Patzak (1986)
- Dolce assenza, regia di Claudio Sestieri (1987)
- Furore e grida (De bruit et de fureur), regia di Jean-Claude Brisseau (1988)
- Zanzibar, regia di Christine Pascal (1989)
- All out, regia di Thomas Koerfer (1990)
- Bar des rails, regia di Cédric Kahn (1991)
- Golem - Lo spirito dell'esilio (L'esprit de l'exil), regia di Amos Gitaï (1991)
- 30 Door Key, regia di Jerzy Skolimowski (1991)
- Je pense à vous, regia di Jean-Pierre e Luc Dardenne (1992)
- Le Mirage, regia di Jean-Claude Guiguet (1992)
- L'ultimo tuffo (O Último Mergulho), regia di João César Monteiro (1992)
- De sueur et de sang, regia di Paul Vecchiali (1993)
- Le Garçu, regia di Maurice Pialat (1994)
- Les Voleurs, regia di André Téchiné (1995)
- Les Démons de Jésus, regia di Bernie Bonvoisin (1997)
- Zonzon, regia di Laurent Bouhnik (1998)
- La Vie est dure, nous aussi, regia di Charles Castella (1998)
- I passeggeri, regia di Jean-Claude Guiguet (1998)
- Inséparables, regia di Michel Couvelard (1999)
- La Mécanique des femmes, regia di Jérôme de Missolz (1999)
- Old School, regia di Kader Ayd e Karim Abbou (1999)
- La Vie promise, regia di Olivier Dahan (2001)
- Il cuore degli uomini (Le coeur des hommes), regia di Marc Esposito (2002)
- Fais-moi rêver, regia di Jacky Katu (2003)
- À vot' bon cœur, regia di Paul Vecchiali (2003)
- Aux abois, regia di Philippe Collin (2004)
- J'ai vu tuer Ben Barka, regia di Serge Le Péron (2005)
- Jean de La Fontaine, le défi, regia di Daniel Vigne (2006)
- Le Cœur des hommes 2, regia di Marc Esposito (2007)
- Je te mangerais, regia di Sophie Laloy (2009)
- Hénaut président, regia di Michel Muller (2012)
- Les Rencontres d'après minuit, regia di Yann Gonzalez (2013)
- L'Antiquaire, regia di François Margolin (2015)
- Le Combat ordinaire, regia di Laurent Tuel (2015)
- À tous les vents du ciel, regia di Christophe Lioud (2016)
- De sas en sas, regia di Rachida Brakni (2017)
- Jours de France, regia di Jérôme Reybaud (2016)
- Que le diable nous emporte, regia di Jean-Claude Brisseau (2018)
- Un soupçon d'amour, regia di Paul Vecchiali (2020)
- Walden, regia di Bojena Horackova (2020)